# Liga Mexicana de Béisbol 2002
La Temporada 2002 de la Liga Mexicana de Béisbol fue la edición número 78. 
Sólo hubo un cambio de sede, los Tigres dejaron la Ciudad de México para irse a jugar a Puebla. Sin embargo, su mote continuó como "Tigres de México", donde la palabra 'México' hacía alusión al país.
El sistema de competencia sufrió cambios. Se terminó con el formato de tres zonas para únicamente conformar dos (norte y sur) de 8 equipos cada una, formato que se usa en el presente; además, el calendario de juegos se redujo de 122 a 110 partidos.
Los equipos quedaron conformados de la siguiente manera:
- Zona Norte: Laredo, México, Monclova, Monterrey, Puebla, Reynosa, Saltillo y Unión Laguna.
- Zona Sur: Campeche, Cancún, Córdoba, Oaxaca, Tabasco, Tigres, Veracruz y Yucatán.

Se designó como presidente de la liga al ex marchista olímpico de Los Ángeles 1984, Raúl González Rodríguez en sustitución de José Orozco Topete que ocupó el cargo en las temporadas 2000 y 2001.

## Equipos participantes
| Liga Mexicana de Béisbol 2002 |                              |           |                                        |                                      |             |
| Zona                          | Equipo                       | Fundación | Ciudad                                 | Estadio                              | Capacidad   |
| Norte                         | Acereros del Norte           | 1974      | Monclova, Coahuila                     | Monclova                             | 8,500       |
| Norte                         | Algodoneros de Unión Laguna  | 1940      | Torreón, Coahuila                      | Revolución                           | 9,500       |
| Norte                         | Broncos de Reynosa           | 1963      | Reynosa, Tamaulipas                    | Adolfo López Mateos                  | 10,000      |
| Norte                         | Diablos Rojos del México     | 1940      | México, D. F.                          | Foro Sol                             | 25,000      |
| Norte                         | Pericos de Puebla            | 1938      | Puebla, Puebla                         | Hermanos Serdán                      | 12,112      |
| Norte                         | Saraperos de Saltillo        | 1970      | Saltillo, Coahuila                     | Francisco I. Madero                  | 16,000      |
| Norte                         | Sultanes de Monterrey        | 1939      | Monterrey, Nuevo León                  | Monterrey                            | 22,061      |
| Norte                         | Tecolotes de los Dos Laredos | 1940      | Nuevo Laredo, Tamaulipas Laredo, Texas | La Junta Veterans Field              | 7,800 5,000 |
| Sur                           | Cafeteros de Córdoba         | 1934      | Córdoba, Veracruz                      | "Beisborama"                         | 12,000      |
| Sur                           | Guerreros de Oaxaca          | 1996      | Oaxaca, Oaxaca                         | Eduardo Vasconcelos                  | 7,200       |
| Sur                           | Langosteros de Cancún        | 1996      | Cancún, Quintana Roo                   | Beto Ávila                           | 9,500       |
| Sur                           | Leones de Yucatán            | 1954      | Mérida, Yucatán                        | Kukulcán                             | 14,917      |
| Sur                           | Olmecas de Tabasco           | 1975      | Villahermosa, Tabasco                  | Centenario 27 de Febrero             | 8,500       |
| Sur                           | Piratas de Campeche          | 1980      | Campeche, Campeche                     | Nelson Barrera Romellón              | 6,000       |
| Sur                           | Rojos del Águila de Veracruz | 1903      | Veracruz, Veracruz                     | Deportivo Universitario "Beto Ávila" | 7,782       |
| Sur                           | Tigres de la Angelópolis     | 1955      | Puebla, Puebla                         | Hermanos Serdán                      | 12,112      |

## Posiciones

### Primera Vuelta
| Zona Norte   | Zona Norte | Zona Norte | Zona Norte | Zona Norte | Zona Norte | Zona Sur | Zona Sur | Zona Sur | Zona Sur | Zona Sur | Zona Sur |
| Equipo       | Gan.       | Per.       | Porc.      | JV         | Pts.       | Equipo   | Gan.     | Per.     | Porc.    | JV       | Pts.     |
| ------------ | ---------- | ---------- | ---------- | ---------- | ---------- | -------- | -------- | -------- | -------- | -------- | -------- |
| México       | 39         | 17         | .696       | -          | 8          | Oaxaca   | 34       | 22       | .607     | -        | 8        |
| Monclova     | 34         | 22         | .607       | 5.0        | 7          | Veracruz | 33       | 23       | .589     | 1.0      | 7        |
| Saltillo     | 31         | 25         | .554       | 8.0        | 6.5        | Cancún   | 28       | 27       | .509     | 5.5      | 6.5      |
| Dos Laredos  | 30         | 26         | .536       | 9.0        | 6          | Yucatán  | 27       | 28       | .491     | 6.5      | 6        |
| Monterrey    | 29         | 36         | .527       | 9.5        | 5.5        | Tabasco  | 27       | 29       | .482     | 7.0      | 5.5      |
| Reynosa      | 23         | 33         | .411       | 16.0       | 5          | Tigres   | 26       | 30       | .464     | 8.0      | 5        |
| Puebla       | 21         | 34         | .382       | 17.5       | 4.5        | Campeche | 25       | 31       | .446     | 9.0      | 4.5      |
| Unión Laguna | 21         | 35         | .375       | 18.0       | 4          | Córdoba  | 18       | 38       | .321     | 16.0     | 4        |

### Segunda Vuelta
| Zona Norte   | Zona Norte | Zona Norte | Zona Norte | Zona Norte | Zona Norte | Zona Sur | Zona Sur | Zona Sur | Zona Sur | Zona Sur | Zona Sur |
| Equipo       | Gan.       | Per.       | Porc.      | JV         | Pts.       | Equipo   | Gan.     | Per.     | Porc.    | JV       | Pts.     |
| ------------ | ---------- | ---------- | ---------- | ---------- | ---------- | -------- | -------- | -------- | -------- | -------- | -------- |
| Saltillo     | 35         | 18         | .660       | -          | 8          | Yucatán  | 33       | 19       | .635     | -        | 8        |
| México       | 35         | 19         | .648       | 0.5        | 7          | Tigres   | 31       | 19       | .620     | 1.0      | 7        |
| Dos Laredos  | 32         | 22         | .593       | 3.5        | 6.5        | Oaxaca   | 28       | 23       | .549     | 4.5      | 6.5      |
| Monterrey    | 31         | 23         | .574       | 4.5        | 6          | Campeche | 27       | 24       | .529     | 5.5      | 6        |
| Unión Laguna | 23         | 30         | .434       | 12.0       | 5.5        | Cancún   | 25       | 27       | .481     | 8.0      | 5.5      |
| Monclova     | 22         | 32         | .407       | 13.5       | 5          | Veracruz | 22       | 30       | .423     | 11.0     | 5        |
| Reynosa      | 20         | 34         | .370       | 15.5       | 4.5        | Tabasco  | 21       | 32       | .396     | 12.5     | 4.5      |
| Puebla       | 17         | 36         | .321       | 18.0       | 4          | Córdoba  | 19       | 33       | .365     | 14.0     | 4        |

### Global
| Zona Norte   | Zona Norte | Zona Norte | Zona Norte | Zona Norte | Zona Norte | Zona Sur | Zona Sur | Zona Sur | Zona Sur | Zona Sur | Zona Sur |
| Equipo       | Gan.       | Per.       | Porc.      | JV         | Pts.       | Equipo   | Gan.     | Per.     | Porc.    | JV       | Pts.     |
| ------------ | ---------- | ---------- | ---------- | ---------- | ---------- | -------- | -------- | -------- | -------- | -------- | -------- |
| México       | 74         | 36         | .673       | -          | 15         | Oaxaca   | 62       | 45       | .579     | -        | 14.5     |
| Saltillo     | 66         | 43         | .606       | 7.5        | 14.5       | Yucatán  | 60       | 47       | .561     | 2.0      | 14       |
| Dos Laredos  | 62         | 48         | .564       | 12.0       | 12.5       | Tigres   | 57       | 49       | .538     | 4.5      | 12       |
| Monclova     | 56         | 54         | .509       | 18.0       | 12         | Veracruz | 55       | 53       | .509     | 7.5      | 12       |
| Monterrey    | 60         | 49         | .550       | 13.5       | 11.5       | Cancún   | 53       | 54       | .495     | 9.0      | 12       |
| Unión Laguna | 44         | 65         | .404       | 29.5       | 9.5        | Campeche | 52       | 55       | .486     | 10.0     | 10.5     |
| Reynosa      | 43         | 67         | .391       | 31.0       | 9.5        | Tabasco  | 48       | 61       | .440     | 15.0     | 10       |
| Puebla       | 38         | 70         | .352       | 35.0       | 8.5        | Córdoba  | 37       | 71       | .343     | 25.5     | 8        |

| Clasificado a los playoffs |

## Juego de Estrellas
En esta temporada para el Juego de Estrellas de la LMB se realizó la llamada "Serie de Estrellas", enfrentándose una selección de peloteros cubanos contra mexicanos, conmemorando los 100 años de relaciones diplomáticas con Cuba.
El 24 de mayo se realizó el Home Run Derby, en donde el dominicano Guillermo García, de los Cafeteros de Córdoba, representante de la Liga Mexicana, resultó el ganador.
El 25 de mayo se efectuó el primer juego de la serie de 3 partidos en el Estadio Francisco I. Madero de Saltillo, Coahuila; en donde Ricardo Sáenz de los Acereros del Norte fue elegido el Jugador Más Valioso del encuentro. El segundo partido se disputó el 26 de mayo en el Estadio de Béisbol Monterrey, en el cual Roberto Vizcarra de los Tigres de la Angelópolis fue designado como el MVP. Mientras que el tercer partido se jugó en Holguín, Cuba; en donde fueron seleccionados como Jugadores Más Valiosos Eleazar Mora de los Rojos del Águila de Veracruz y Miguel Ojeda de los Diablos Rojos del México.
Los peloteros de la Liga Mexicana ganaron los 3 partidos con pizarras de 6-2, 5-4 y 3-0 al seleccionado de Cuba, en una situación que no se esperaba pues el béisbol cubano es considerado uno de los mejores del mundo, para algunos, el mejor.

## Postemporada
|  | Primer Play off | Primer Play off |             |   | Finales de zona | Finales de zona |  |  | Serie Final | Serie Final |
|  |                 |                 |             |   |                 |                 |  |  |             |             |
|  |                 |                 |             |   |                 |                 |  |  |             |             |
|  |                 |                 |             |   |                 |                 |  |  |             |             |
|  |                 |                 |             |   |                 |                 |  |  |             |             |
|  | Dos Laredos     | 4               |             |   |                 |                 |  |  |             |             |
|  | Dos Laredos     | 4               |             |   |                 |                 |  |  |             |             |
|  | Saltillo        | 2               |             |   |                 |                 |  |  |             |             |
|  | Saltillo        | 2               | Dos Laredos | 3 |                 |                 |  |  |             |             |
|  | Zona Norte      |                 | Dos Laredos | 3 |                 |                 |  |  |             |             |
|  |                 | México          | 4           |   |                 |                 |  |  |             |             |
|  | Monclova        | México          | 4           | 1 |                 |                 |  |  |             |             |
|  | Monclova        |                 |             | 1 |                 |                 |  |  |             |             |
|  | México          | 4               |             |   |                 |                 |  |  |             |             |
|  | México          | 4               | México      | 4 |                 |                 |  |  |             |             |
|  |                 |                 | México      | 4 |                 |                 |  |  |             |             |
|  |                 | Tigres          | 3           |   |                 |                 |  |  |             |             |
|  | Tigres          | Tigres          | 3           | 4 |                 |                 |  |  |             |             |
|  | Tigres          |                 |             | 4 |                 |                 |  |  |             |             |
|  | Yucatán         | 3               |             |   |                 |                 |  |  |             |             |
|  | Yucatán         | 3               | Tigres      | 4 |                 |                 |  |  |             |             |
|  | Zona Sur        |                 | Tigres      | 4 |                 |                 |  |  |             |             |
|  |                 | Oaxaca          | 3           |   |                 |                 |  |  |             |             |
|  | Veracruz        | Oaxaca          | 3           | 0 |                 |                 |  |  |             |             |
|  | Veracruz        |                 |             | 0 |                 |                 |  |  |             |             |
|  | Oaxaca          | 4               |             |   |                 |                 |  |  |             |             |
|  | Oaxaca          | 4               |             |   |                 |                 |  |  |             |             |

### Equipo campeón
Por 58 temporada consecutiva Diablos y Tigres protagonizaron la Serie Final de la LMB. La serie se fue hasta 7 partidos, jugándose 4 en el Foro Sol del D.F. y 3 en el Estadio Hermanos Serdán de Puebla.
Diablos Campeón LMB Temporada 2002
Después de ir abajo 3-1 en la serie, los Diablos dirigidos por Bernardo Tatis ganaron el quinto juego en Puebla para regresar al D.F. y ganar los dos juegos restantes y así obtener su título número 13. En los dos últimos partidos se presentaron llenos en el Foro Sol, la afición de los Diablos quería ver el gran regreso de su equipo mientras que la de los Tigres quería ver al equipo que  muchos años fue de la capital y ahora jugaba en Puebla.
Los Diablos dedicaron el 23 título a Nelson Barrera, líder de cuadrangulares de todos los tiempos en la LMB (455) y un ídolo de la afición roja que había fallecido el 14 de julio a causa de un accidente en su casa de Ciudad del Carmen, Campeche.

## Designaciones
Se designó como novato del año a Carlos Alberto Gastélum de los Tigres de la Angelópolis, y Eleazar Mora de los Rojos del Águila de Veracruz fue elegido como el Pitcher del Año.

## Acontecimientos relevantes
- Matías Carrillo llegó a 15 temporadas consecutivas bateando .300 o más de Porcentaje.
- Daniel Fernández y Ricardo Sáenz jugaron su temporada 20 como jardineros.
- Juan José Pacho jugó su temporada 19 como Shortstop.
- 13 de abril: Jesús Olague de los Pericos de Puebla lanza juego sin hit ni carrera de 9 entradas con marcador de 6-0 sobre los Tigres de la Angelópolis.
- 4 de junio: en Oaxaca, los Guerreros (45) vs Dos Laredos (26) imponen récord de más bases obtenidas (71) por 2 clubes en un juego de 9 entradas.
- 13 de junio: Obed Vega de los Langosteros de Cancún lanza juego sin hit ni carrera de 7 entradas con marcador de 1-0 sobre los Piratas de Campeche.[4]